# 萨沃伊高级宫殿酒店
萨沃伊高级宫殿酒店（Savoia Excelsior Palace）是意大利的里雅斯特市中心的一家四星级酒店，由Starhotels集团拥有。酒店靠近意大利统一广场（Piazza Unità d'Italia）俯瞰的里雅斯特湾， 拥有142间客房，以及酒吧、餐厅，会议中心有9个会议室，共计650个座位。酒店被用作2009年第35届八国集团首脑会议的一部分场地

## 历史
萨沃伊高级宫殿酒店由奥地利建筑师拉迪斯劳斯·菲德勒建于 1911 年，立面采用古典雕塑和柱子装饰。在1912年开业时，它是奥匈帝国最雄伟、最豪华的酒店之一。 在其整个历史中，酒店接待了许多贵族、艺术家和外交官，  以及在壮游过程中访问里雅斯特的游客。弗朗茨·约瑟夫一世皇帝是这里的常客，他的私人房间保存完好。 经过两年半的装修，酒店于2009年6月重新开业。